# 158 a.C.
Il 158 a.C. (CLVIII a.C. in numeri romani) è un anno  del II secolo a.C.

## Eventi
- Il Senato romano ordina di liberare il Comizio dalle statue votive, oramai troppo numerose, non ordinate direttamente dal Senato stesso.